# Бург, Адриан ван дер
Адриан ван дер Бург (нидерл. Adriaan van der Burg; 21 октября 1693 год, Дордрехт — 30 мая 1733 год, там же) — голландский портретист, живописец, занимавшийся портретной живописью. 
А. ван дер Бург был учеником голландского живописца Арнольда Хоубракена. Занимался портретной живописью и был известен как весьма востребованный портретист своего времени. Годы творчества художника определяются периодом между 1708 и 1733 годом. 
Среди работ А. ван дер Бурга наиболее известны портретные работы. Исследователи и искусствоведы в качестве его самых известных работ выделяют портрет молодого герцога Арембергского, после завершения которого А. ван дер Бург переехал в Брюссель для работы наряду с другими известными живописцами.
Анализируя стиль творчества художника, исследователи отмечают, что его кисть отличалась чрезвычайной лёгкостью, рисунок — свободой и непринуждённостью, краски — естественностью, тона сливались неприметно.
Выделяют следующие наиболее известные произведения А. ван дер Бурга: 
- картина с портретами всех администраторов Дордрехтского сиротского госпиталя;
- картина с портретами директоров монетного двора в Дордрехте;
- «Продавец морских раков, который хочет поцеловать молодую девушку»;
- «Пьяная молодая женщина»;
- «Исполнение приговора военного суда».